# Maire de Novi Sad
Le maire de Novi Sad (en serbe cyrillique : Градоначелник Новог Сада ; en serbe latin : Gradonačelnik Novog Sada) est à la tête de la ville de Novi Sad, la capitale de la province autonome de Voïvodine, en Serbie. Il représente la ville et il y exerce des fonctions exécutives. L'actuel maire de Novi Sad est Miloš Vučević, membre du Parti progressiste serbe (SNS).
Novi Sad dispose d'un maire depuis le 1er février 1748, quand Marie-Thérèse d'Autriche lui accorda le statut de « ville libre royale ».

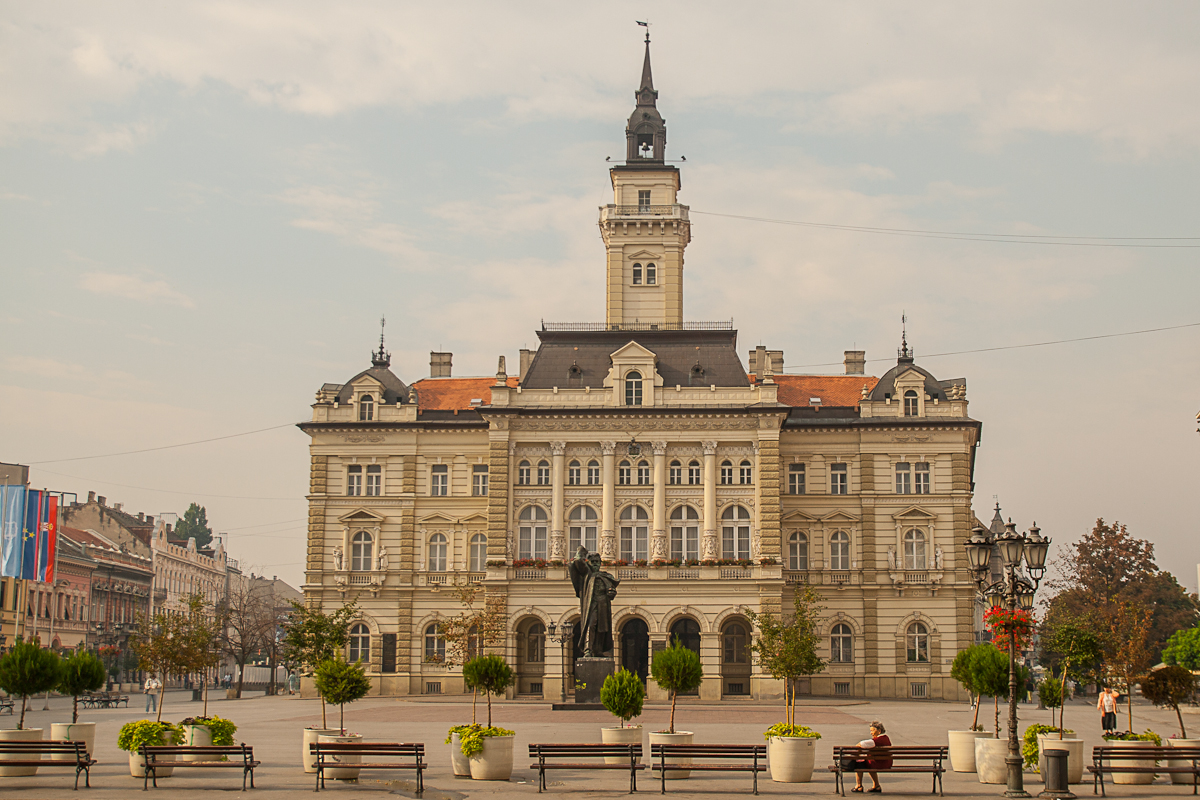
L'hôtel de ville de Novi Sad, construit en 1894 sur des plans de l'architecte György Molnár

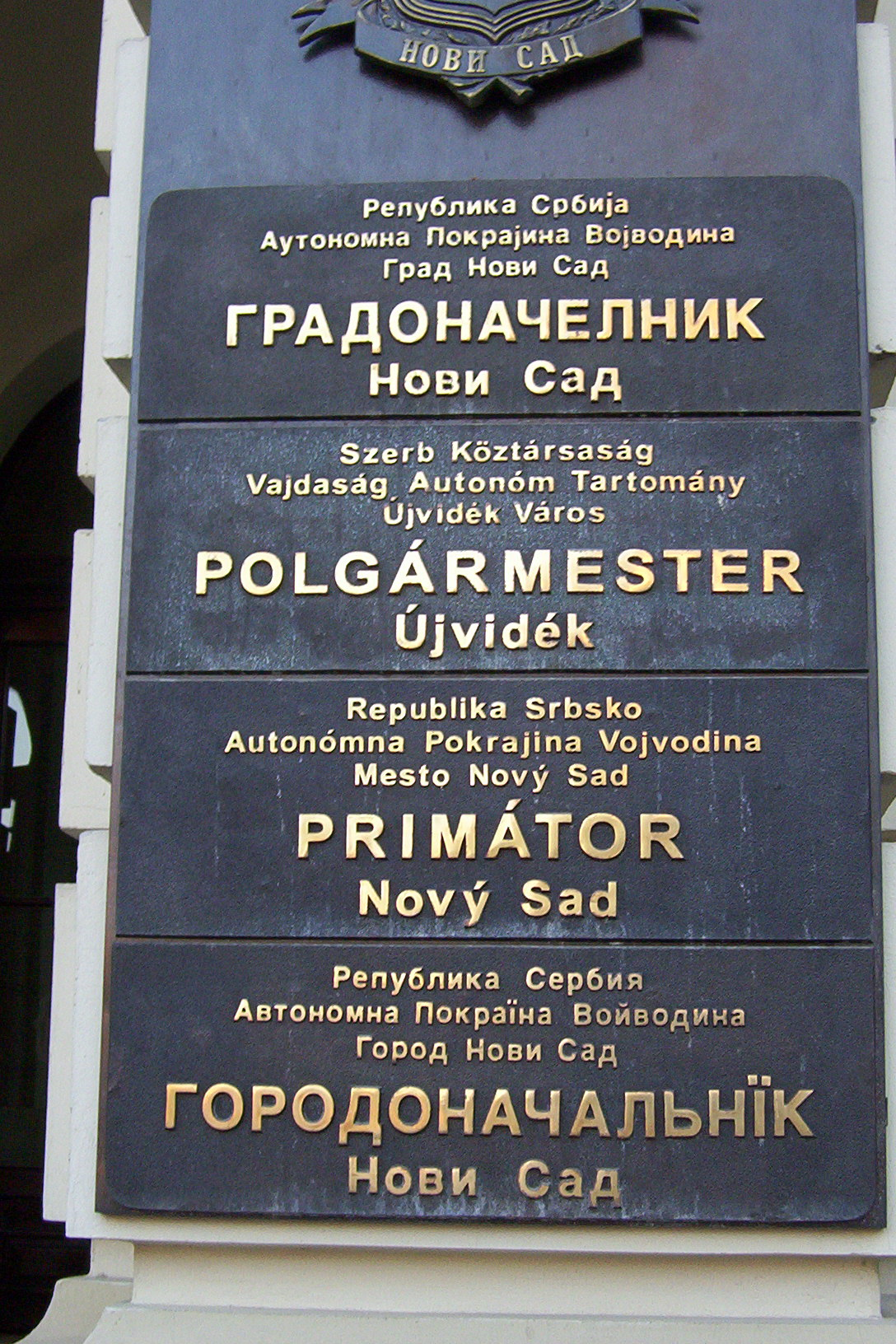
Plaque sur le bureau du maire, rédigé dans quatre langues officielles de la Ville de Novi Sad (serbe, hongrois, slovaque et rusyn)

## Liste des maires

### Monarchie de Habsbourg/Empire d'Autriche/Autriche-Hongrie
- Ignac Hajl ou Ignatius Hayll (1748–1752)
- Pantelija Milanković (1752–1756)
- József Tir (1756–1766)
- David Racković (1766–1772)
- József Ridi (1772–1778)
- David Racković (1778–1784)
- József Ridi (1784–1786)
- Ferenc Kasonyi (1786)
- József Szopron (1786–1793)
- Dimitrije Bugarski (1789–1793)
- József Szopron (1800–1801)
- Franc Štrvecki (1801–1807)
- Andrea Odi (1807–1810)
- Grigorije Janković (1810–1822)
- Georgije Konstantinović (1822–1831)
- Franc Lang (1835–1836)
- Johan Kerber (1836–1839)
- Franc Lang (1839–1840)
- Jovan Kamber (1840–1848)
- Petar Zako (1848)
- Pavle Jovanović (1848–1849)
- Karlo Molinari (1849)
- Jožef Šimić (1849)
- Pavle Jovanović (1849–1850)
- Grigorije Jovišić (1850–1853)
- Gavrilo Polzović (1853–1861)
- Svetozar Miletić (1861–1862)
- Pavle Mačvanski (1862)
- Pavle Stojanović (1862–1867)
- Svetozar Miletić (1867–1868)
- Pavle Stojanović (1868–1869)
- Stevan Branovački (1869–1872)
- Pavle Mačvanski (1872–1874)
- Jovan Radanović (1878–1884)
- Stevan Peci Popović (1884–1902)
- Lajos Szalai (1902–1906)
- Vladimir Demetrović (1906–1914)
- Béla Profum (1914–1918)

### Royaume des Serbes, Croates et Slovènes/Royaume de Yougoslavie
- Jovan Živojinović (1919–1920)
- Stevan Adamović (1920–1921)
- Milan Slepčević (1921–1922)
- Žarko Stefanović (1922–1925)
- Jovan Lakić (1926–1928)
- Branislav Borota (1928–1936)
- Branko Ilić (1936–1938)
- Kosta Milosavljević (1938–1939)
- Miloš Petrović (1939–1941)

#### Occupation hongroise
- Miklós Nagy (1941–1944)

### République fédérative socialiste de Yougoslavie
- Alimpije Popović (1944–1949) (Ligue des communistes de Yougoslavie)
- Dušan Ibročkić (1949–1951) (Ligue des communistes de Yougoslavie)
- Radomir Radujkov (1951–1952) (Ligue des communistes de Yougoslavie)
- Todor Jovanović (1952–1956) (Ligue des communistes de Yougoslavie)
- Milosav Gonja (1956) (Ligue des communistes de Yougoslavie)
- Boža Melkus (1957–1962) (Ligue des communistes de Yougoslavie)
- Tima Vrbaški (1962–1967) (Ligue des communistes de Yougoslavie)
- Dušan Ilijević (1967–1973) (Ligue des communistes de Yougoslavie)
- Milan Čanak (1974) (Ligue des communistes de Yougoslavie)
- Jovan Dejanović (1974–1982) (Ligue des communistes de Yougoslavie)
- Branislav Dejanović (1982–1983) (Ligue des communistes de Yougoslavie)
- Zdravko Mutin (1983–1984) (Ligue des communistes de Yougoslavie)
- Aleksandar Horvat (1984–1985) (Ligue des communistes de Yougoslavie)
- Boško Petrov (1985–1989) (Ligue des communistes de Yougoslavie)
- Vlada Popović (1989–1992) (Ligue des communistes de Yougoslavie)

### République fédérale de Yougoslavie/Serbie-et-Monténégro
| Portrait | Nom (Naissance-Décès)                       | Mandat                         | Parti                        |
| -------- | ------------------------------------------- | ------------------------------ | ---------------------------- |
|          | Vladimir Divjaković (né en 1946)            | 1992-1993                      | Parti socialiste de Serbie   |
|          | Milorad Mirčić (né en 1956)                 | 1993-1994                      | Parti radical serbe          |
|          | Milorad Đurđević (par intérim) (né en 1940) | 1994-mars 1995                 | Parti socialiste de Serbie   |
|          | Đuro Bajić (né en 1938)                     | mars 1995-12 décembre 1996     | Parti socialiste de Serbie   |
|          | Mihajlo Svilar (né en 1947)                 | 12 décembre 1996-18 juin 1997  | Mouvement serbe du renouveau |
|          | Stevan Vrbaški (né en 1940)                 | 18 juin 1997-20 octobre 2000   | Mouvement serbe du renouveau |
|          | Borislav Novaković (né en 1964)             | 20 octobre 2000-5 octobre 2004 | Parti démocrate              |
|          | Maja Gojković (née en 1963)                 | 5 octobre 2004-5 juin 2006     | Parti radical serbe          |

### République de Serbie
| Portrait | Nom (Naissance-Décès)       | Mandat                         | Parti                                                                 |
| -------- | --------------------------- | ------------------------------ | --------------------------------------------------------------------- |
|          | Maja Gojković (née en 1963) | 5 juin 2006-16 juin 2008       | Parti radical serbe (jusqu'en 2007) Sans étiquette (à partir de 2007) |
|          | Igor Pavličić (né en 1970)  | 16 juin 2008-14 septembre 2012 | Parti démocrate                                                       |
|          | Miloš Vučević (né en 1974)  | 14 septembre 2012-en fonction  | Parti progressiste serbe                                              |